# Bianca Bustamante

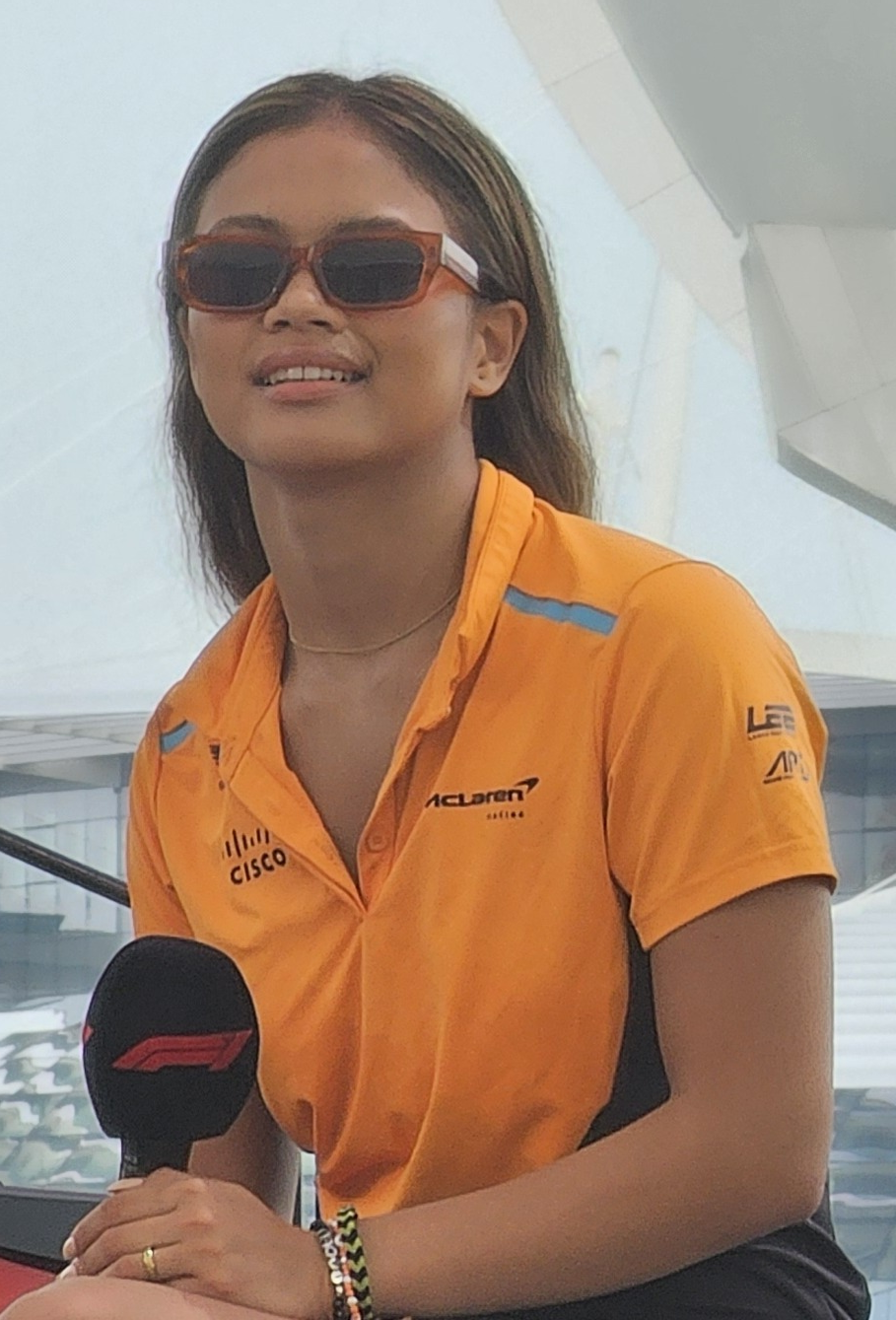
Bustamante im Jahr 2024.

Bianca Bustamante (* 19. Januar 2005) ist eine philippinische Automobilrennfahrerin.

## Karriere

### Anfänge

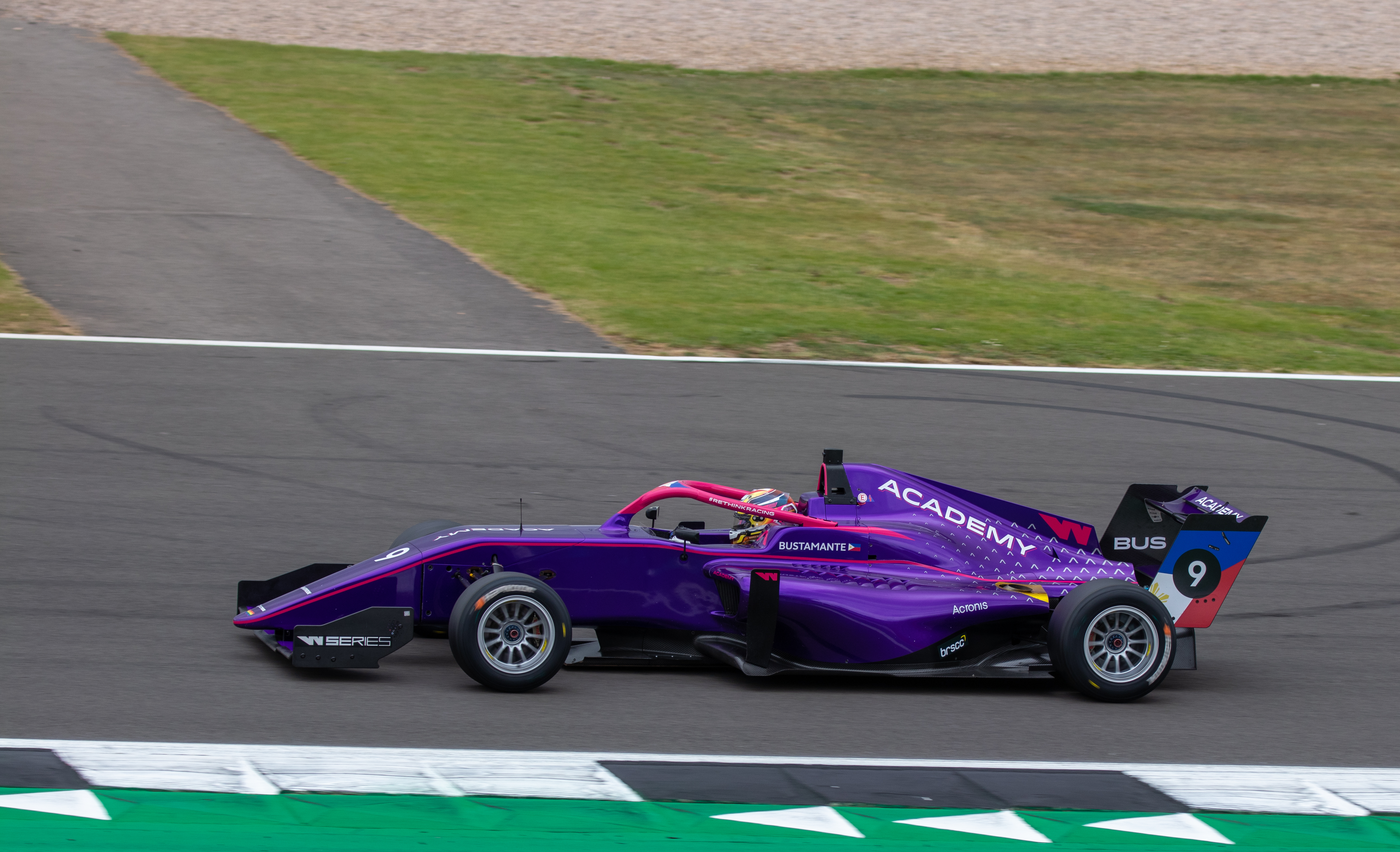
Bustamante beim Rennen der W Series in Silverstone.

Bustamante begann ihre Motorsportkarriere mit verschiedenen Kartmeisterschaften, in denen sie sich mehrere Titel sichern konnte. Unter anderem gewann sie 2018 und 2019 die Juniormeisterschaft des Asian Karting Open Championship und dreimal den Macau International Kart Grand Prix. Sie war auch Teil des "Girls On Track - Rising Stars" Programms der FIA. Anfang 2022 konnte sie ihr Debüt in Monopostos geben und fuhr erste Tests für die W Series in Arizona. Weiterhin nahm sie Anfang März an den Vorsaisontests in Barcelona teil. Letztendlich wurde sie, nach guten Ergebnissen bei den Tests, am 22. März als neue Fahrerin in der Rennserie vorgestellt. Den Saisonstart in Miami beendete sie auf dem 9. Platz und holte sich so ihre ersten Punkte, der Rest der Saison verlief für sie allerdings weniger erfolgreich, da sie nicht in die Punkte fahren konnte und in Mogyoród schied sie aus. Die Saison beendete sie auf Platz 15.
Zur Saison 2023 wurde sie in der Formel-4-Meisterschaft der Vereinigten Arabischen Emirate als Fahrerin für Prema Racing vorgestellt. Über die Saison schaffte sie zwei Punktplatzierungen und beendete die Saison, mit 3 Punkten, auf Platz 27. Im gleichen Jahr debütierte sie auch bei den Rennen in Spa-Francorchamps in der italienischen Formel-4-Meisterschaft.

### F1 Academy

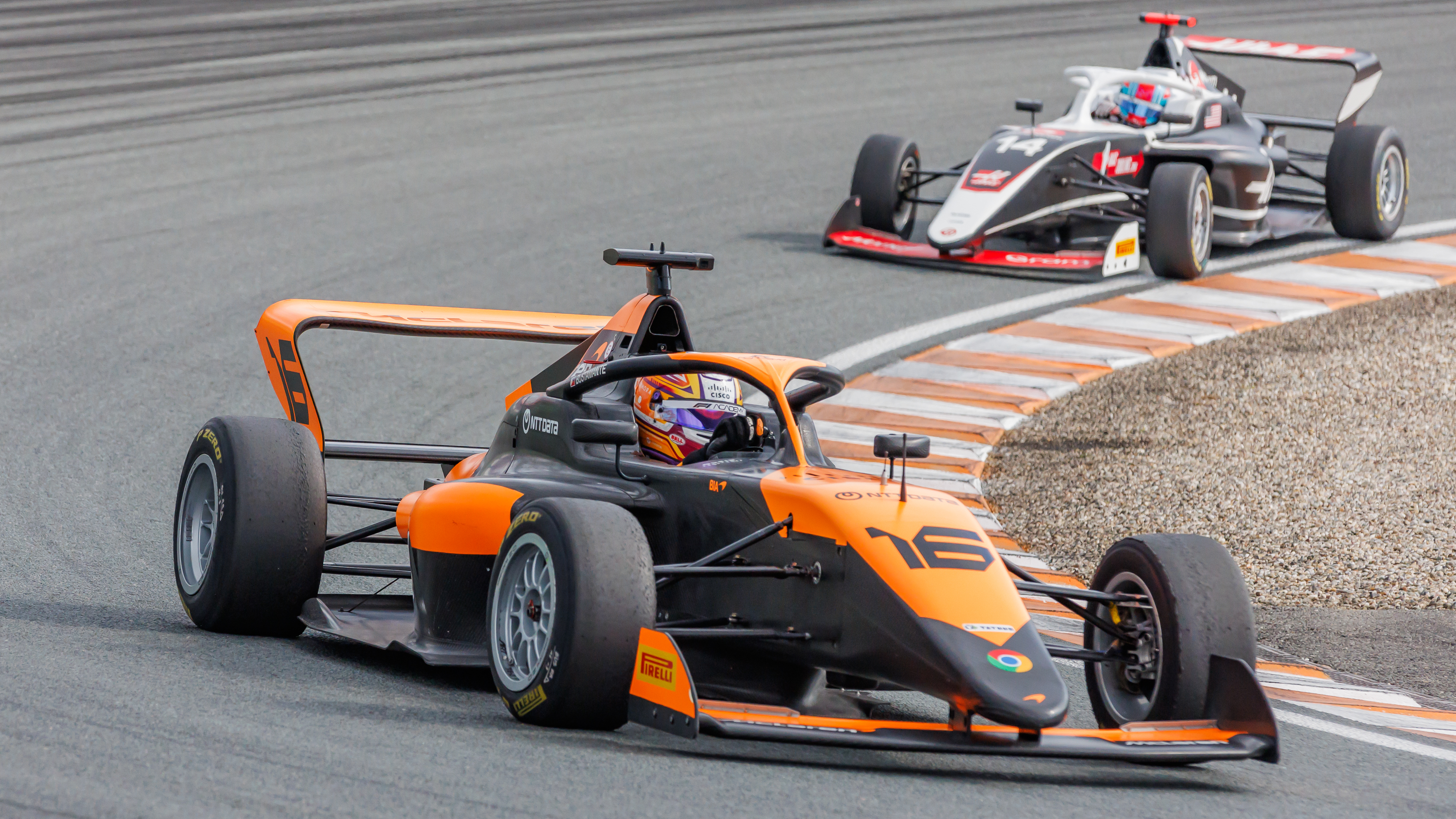
Bustamante beim F1 Academy-Rennen in Zandvoort, 2024.

Neben den verschiedenen Formel-4-Meisterschaften startete sie ebenfalls in der ersten Saison der F1 Academy für Prema Racing. Beim Saisonstart in Spielberg wurde sie im Qualifying zweite und beendete das Rennen auf dem dritten Platz, wurde jedoch nach der Disqualifikation von Nerea Martí, Zweite. Während sie das nächste Rennen auf dem neunten Platz beendete, hatte sie beim dritten Rennen, in der Formationsrunde Probleme mit ihrem Wagen und konnte nicht starten. Im zweiten Rennwochenende gewann sie ihr erstes F1 Academy Rennen und wurde die erste Filippina, der dies gelang. In den Rennen in Barcelona und Zandvoort konnte sie sich mehrere Punktplatzierungen sichern und konnte sich in der Fahrerwertung auf dem achten Platz behaupten. In Monza war sie im ersten Rennen in einen gefährlichen Crash mit dem Wagen von Chloe Grant verwickelt. Grants Vorderreifen berührte dabei Bustamantes HALO, woraufhin diese meinte, er habe ihr das Leben gerettet. Im Verlauf der beiden anderen Rennen konnte sie einmal den zweiten Platz holen und im dritten Rennen ihren zweiten Sieg in der F1 Academy holen. Nachdem sie in Le Castellet keine Punkte holen konnte, beendete sie noch zwei Rennen in Austin in den Punkten und wurde so siebte in der Fahrerwertung.
Zur Saison 2024 startete sie erneut in der F1 Academy, diesmal als Teil des McLaren Driver Development Programme für ART Grand Prix. Vor Saisonstart wurde öffentlich, dass sie einen beleidigenden Tweet gegenüber Lance Stroll geliked hatte, was zu Kritik führte. Bustamante entschuldigte sich später dafür. In der Saison konnte sie mehrmals in die Punkte fahren, holte jedoch lediglich ein Podium, als sie das zweite Rennen in Miami auf dem zweiten Platz beendete. Beim Rennen in Zandvoort verunfallte sie im Qualifying und konnte in den Rennen daraufhin keinerlei Punkte holen. Die Saison beendete sie auf Platz 7 in der Fahrerwertung.
Sie fuhr nebenbei ebenfalls Rennen in der italienischen Formel-4-Meisterschaft, der britischen Formel-4-Meisterschaft und der Formula Winter Series. Sie war auch an Tests für das Neom McLaren Formula E Team beteiligt.
Nachdem zur Saison 2025 ihr Vertrag für die F1 Academy ausgelaufen war, verließ sie das McLaren Driver Development Programme und fährt seitdem im GB3 Championship.

## Statistik

### Karrierestationen
- 2022: W Series (Platz 15)
- 2023: Formel-4-Meisterschaft der Vereinigten Arabischen Emirate (Platz 27)
- 2023: F1 Academy (Platz 7)
- 2024: Italienische Formel-4-Meisterschaft (Platz 52)
- 2024: F1 Academy (Platz 7)
- 2024: Formula Winter Series (Platz 40)

### Einzelergebnisse in der W Series
| Jahr | 1   | 2   | 3   | 4   | 5   | 6   | 7   | 8   | 9   | 10  | Punkte | Rang |
| ---- | --- | --- | --- | --- | --- | --- | --- | --- | --- | --- | ------ | ---- |
| 2022 | MIA | MIA | CAT | SIL | LEC | BUD | SIN | AUS | MEX | MEX | 2      | 15.  |
| 2022 | 9   | 14  | 15  | 17  | 15  | DNF | 15  | C   | C   | C   | 2      | 15.  |

### Einzelergebnisse in der F1-Academy
| Jahr | 1   | 1   | 1   | 2     | 2     | 2     | 3     | 3     | 3     | 4   | 4   | 4   | 5   | 5   | 5   | 6   | 6   | 6   | 7   | 7   | 7   | Punkte | Rang |
| ---- | --- | --- | --- | ----- | ----- | ----- | ----- | ----- | ----- | --- | --- | --- | --- | --- | --- | --- | --- | --- | --- | --- | --- | ------ | ---- |
| 2023 | AUT | AUT | AUT | ESP 1 | ESP 1 | ESP 1 | ESP 2 | ESP 2 | ESP 2 | NLD | NLD | NLD | ITA | ITA | ITA | FRA | FRA | FRA | USA | USA | USA | 116    | 7.   |
| 2023 | 1   | 2   | 3   | 1     | 2     | 3     | 1     | 2     | 3     | 1   | 2   | 3   | 1   | 2   | 3   | 1   | 2   | 3   | 1   | 2   | 3   | 116    | 7.   |
| 2023 | 2   | 9   | NC  | 5     | 1     | 7     | 4     | 14*   | 10    | 10  | 8   | 5   | DNF | 2   | 1   | 13  | 10  | 14  | 4   | 7   | 13  | 116    | 7.   |
| 2024 | SAU | SAU | SAU | USA   | USA   | USA   | ESP   | ESP   | ESP   | NLD | NLD | NLD | SGP | SGP | SGP | QAT | QAT | QAT | UAE | UAE | UAE | 34     | 9.   |
| 2024 | 1   | 2   | 2   | 1     | 2     | 2     | 1     | 2     | 2     | 1   | 2   | 2   | 1   | 2   | 2   | 1   | 2   | 2   | 1   | 2   | 3   | 34     | 9.   |
| 2024 | 5   | 6   | 6   | 9     | 2     | 2     | 4     | 7     | 7     | 14  | 11  | 11  | 16  | 14  | 14  | 16  | C   | C   | 5   | 7   | 14  | 34     | 9.   |

| Legende  | Legende            | Legende                                                          |
| Farbe    | Abkürzung          | Bedeutung                                                        |
| -------- | ------------------ | ---------------------------------------------------------------- |
| Gold     | –                  | Sieg                                                             |
| Silber   | –                  | 2. Platz                                                         |
| Bronze   | –                  | 3. Platz                                                         |
| Grün     | –                  | Platzierung in den Punkten                                       |
| Blau     | –                  | Klassifiziert außerhalb der Punkteränge                          |
| Violett  | DNF                | Rennen nicht beendet (did not finish)                            |
| Violett  | NC                 | nicht klassifiziert (not classified)                             |
| Rot      | DNQ                | nicht qualifiziert (did not qualify)                             |
| Rot      | DNPQ               | in Vorqualifikation gescheitert (did not pre-qualify)            |
| Schwarz  | DSQ                | disqualifiziert (disqualified)                                   |
| Weiß     | DNS                | nicht am Start (did not start)                                   |
| Weiß     | WD                 | zurückgezogen (withdrawn)                                        |
| Hellblau | PO                 | nur am Training teilgenommen (practiced only)                    |
| Hellblau | TD                 | Freitags-Testfahrer (test driver)                                |
| ohne     | DNP                | nicht am Training teilgenommen (did not practice)                |
| ohne     | INJ                | verletzt oder krank (injured)                                    |
| ohne     | EX                 | ausgeschlossen (excluded)                                        |
| ohne     | DNA                | nicht erschienen (did not arrive)                                |
| ohne     | C                  | Rennen abgesagt (cancelled)                                      |
| ohne     | keine WM-Teilnahme |                                                                  |
| sonstige | P/fett             | Pole-Position                                                    |
| sonstige | 1/2/3/4/5/6/7/8    | Punktplatzierung im Sprint-/Qualifikationsrennen                 |
| sonstige | SR/kursiv          | Schnellste Rennrunde                                             |
| sonstige | *                  | nicht im Ziel, aufgrund der zurückgelegten Distanz aber gewertet |
| sonstige | ()                 | Streichresultate                                                 |
| sonstige | unterstrichen      | Führender in der Gesamtwertung                                   |